# Saronno
Saronno é uma comuna italiana da região da Lombardia, província de Varese, com cerca de 37.000 habitantes. Estende-se por uma área de 10,86 km², tendo uma densidade populacional de 3407 hab/km². Faz fronteira com Ceriano Laghetto, Caronno Pertusella, Cogliate, Gerenzano, Origgio, Rovello Porro, Solaro, Uboldo.

## Demografia
| Variação demográfica do município entre 1861 e 2011                               |
|                                                                                   |
| Fonte: Istituto Nazionale di Statistica (ISTAT) - Elaboração gráfica da Wikipedia |